# 評論家
批評家，也称为评论家、批判家（英語：Critic），是对艺术、文学、音乐、电影、戏剧、时尚、建筑和食品等各种形式的创意作品发表评估和意见的人。批评家也可能将社会或政府政策作为他们的主题。
批判性判断，无论是否源自批判性思维，都会权衡一系列因素，包括对所审查项目实现其目的的程度的评估、其创建者的意图以及对其背景的了解，以及积极或消极的个人反应。

## 词源
“批评家”一词源自希腊语κριτικός (kritikós)“能够辨别”，这是希腊语κριτής (krités)一词的派生词，意思是提供理性判断或分析、价值判断、解释或观察的人。早期英语中批评的含义主要基于对文学的批评，而更普遍的批评形式是在17世纪开始出现的。

## 接受
优秀批评家的特点是善于表达，能够使用具有高吸引力和技巧的语言。同情心、敏感性和洞察力也很重要，形式、风格和媒介都是批评家所考虑的。在建筑和食品评论中，物品的功能、价值和成本可能是附加组件。
批评者因其评估的质量或声誉而被公众接受，并在很大程度上受到追随。有影响力的艺术、音乐、戏剧和建筑批评家经常在完整的书中提出他们的论点。一个非常著名的例子是约翰·拉斯金的《建筑七灯》和《威尼斯之石》。 批评者可能会根据一系列理论立场进行评估，例如可能采取女权主义或弗洛伊德的观点。

## 政治
社会和政治批评家使用文学和音乐等各种形式的艺术来表达他们的批评。例如，皮埃尔·博马舍在法国大革命之前，用他的戏剧《费加罗的婚礼》来谴责贵族特权。著名的社会和政治文学批评包括乔纳森·斯威夫特的讽刺作品《格列佛游记》和乔治·奥威尔的讽刺作品《动物农场》。 艾未未等一些政治批评家使用视觉艺术作为媒介。纵观历史，政治批评家面临着更高的风险，包括监禁或死亡的风险。

## 資料來源
1. ↑  Greek-English Lexicon, at Perseus 的存檔，存档日期March 9, 2021，., Kritikos, Henry George Liddell, Robert Scott.
2. ↑  Greek-English Lexicon, at Perseus 的存檔，存档日期March 8, 2021，., Krites, Henry George Liddell, Robert Scott.
3. ↑  Dolan, Jill. . University of Michigan Press. 2012-10-24. ISBN 978-0472035199 （英语）.
4. ↑  . VOA.   [2016-03-27]. （原始内容存档于March 17, 2016）.
5. ↑  . africanews.channel.   [2016-03-27]. （原始内容存档于April 9, 2016）.
6. ↑  Shah, Saeed; Nauman, Qasim. . Wall Street Journal.   [2016-03-27]. ISSN 0099-9660. （原始内容存档于December 4, 2019）.
7. ↑  . Reuters. 2016-02-28  [2016-03-27]. （原始内容存档于January 16, 2017）.
8. ↑  . VOA.   [2016-03-27]. （原始内容存档于March 28, 2016）.